# Артюс, Анри
Анри́ Артю́с (фр. Henri Arthus; 10 марта 1872, Ле-Ман — 12 августа 1962, Уй) — французский яхтсмен, бронзовый призёр летних Олимпийских игр 1908 года.
На Играх 1908 года в Лондоне Артюс соревновался в классе 6 м. Его команда стала в итоге третьей, заняв в двух гонках второе место.